# Shkëlzen Baftiari
Shkëlzen Baftiari (mac. Шкелзен Бафтијари, ur. 1986 w Tetowie) – północnomacedoński pianista.

## Życiorys
Ukończył studia na Wydziale Muzycznym Uniwersytetu św. Cyryla i Metodego w Skopje.
Shkëlzen Baftiari brał udział w wielu koncertach w Macedonii Północnej i za granicą, gdzie wielokrotnie był zwycięzcą, m.in. był laureatem Międzynarodowego Konkursu Valentina Bucchiego w Rzymie oraz zwycięzcą Międzynarodowego Konkursu Schumann-Brahms w Płowdiwie.
W 2015 roku otrzymał główną nagrodę za granie muzyki klasycznej dla sztuk performatywnych.
Pracuje również w północnomacedońskim MRT (Macedońskim Radiu i Telewizji), albańskim Radio Televizioni Shqiptar i kosowskim Radio Televizioni i Kosovës.